# فونتينبلو
فونتينبلو، (بالفرنسية: Fontainebleau)‏، نطق (الفرنسية: fɔ̃tɛnblo)، هي بلدية فرنسية في منطقة العاصمة باريس. تقع على بعد 55.5 كيلومتر (34.5 ميل) جنوب شرق وسط باريس. فونتينبلو هي مقاطعة فرعية تابعة لإقليم سين ومارن، وهي مقر دائرة فونتينبلو. البلدية لديها أكبر مساحة أرض في منطقة إيل دو فرانس ؛ إنها الوحيدة التي تغطي مساحة أكبر من باريس نفسها.

## توأمة
لفونتينبلو اتفاقيات توأمة مع كل من:
- كونستانس
- سيام ريب
- لودي
- ريتشموند على نهر التايمز
- شنترة [10]

## أعلام
- فرانسوا الثاني ملك فرنسا
- أندريه بيلي
- ألبرت
- لويس الثالث عشر ملك فرنسا
- فيليب السادس ملك فرنسا
- أبيات نيقولا دل
- لويس كوندي الأكبر
- فيليب الرابع ملك فرنسا
- إنفانتا ماريا تيريزا رافائيلا من إسبانيا
- لويس، دوفين الأكبر